# Gish
«Gish» — дебютний альбом гурту The Smashing Pumpkins, виданий у 1991 році. За словами форнтемена гурту Біллі Корґана, це «дуже духовний альбом».
Не зважаючи на лише 195-те місце у національному чарті на час виходу, альбом у даний момент має статус платинового (станом на травень 2005 року кількість проданих примірників сягнула 1,1 мільйона).

## Запис
«Gish» було записано в період між груднем 1990 і березнем 1991 років у студії Бутча Віґа «Smart Studios» у місті Медісон (штат Вісконсин).  Тим часом як у більшості записів того часу використовувалися барабанні семпли і різноманітна обробка звуку ударних, на «Gish» в основному звучали «чисті», необроблені барабани та своєрідний саунд гітар. Альбом записувався досить швидкими темпами, психологічна атмосфера сесій запису була напруженою. Для запису альбому Джеймс Іха придбав гітару марки «Gibson Les Paul», на якій пізніше грав на записах всіх альбомів до «Adore»
Перше видання «Gish» на компакт-диску було здійснене лейблом Caroline Records.  У 1994 році, після успіху наступної платівки «Siamese Dream», альбом було перевидано Virgin Records.

## Альбом
«Gish» знаменував поступовий відхід від захоплення Біллі Корґана психоделічним роком і повне зникнення впливу пост-панку в музиці гурту. Саунд альбому наближений до важкого металу і характеризується різкою зміною динаміки, що буде притаманна і пізнішим працям S.P. 
Пізніше Корґан так описував цю платівку:
| Ліві лапки | Тема альбому — біль і духовне зростання. Він не політичний, як декому здається, а радше глибоко особистий. Можна сказати, що це інструментальний альбом, на якому подекуди трапляється спів. Я намагався висловити багато такого, що важко оформити словами, — сподіваюся, мені вдалося передати це через музику. | Праві лапки |

### Назва
Альбом було названо на честь зірки німого кіно, актриси Ліліан Ґіш. В одному з інтерв'ю Корґан пояснив: «Моя бабуся часто розповідала мені, що однією з найбільших подій у житті містечка, в якому вона жила, був транзитний проїзд Ліліан Ґіш на потязі через нього». Пізніше Корґан повідомив, що спочатку планував назвати альбом «Fish» («Риба»), але змінив назву, не бажаючи асоціацій з гуртом Phish.

## Список композицій
Автор усіх композицій: Біллі Корґан, за винятком «I Am One» (Корґан/Джеймс Іха).
1. I Am One — 4:07
2. Siva — 4:20
3. Rhinoceros — 6:32
4. Bury Me — 4:48
5. Crush — 3:35
6. Suffer — 5:11
7. Snail — 5:11
8. Tristessa — 3:33
9. Window Paine — 5:51
10. Daydream / I'm Going Crazy (прихована доріжка) — 3.08

## Сингли
- «Siva» — обмежене видання 12"/CD (бі-сайд: «Window Paine»)
- «Rhinoceros» — вийшов на міні-альбомі «Lull»
- «I Am One» — CD (бі-сайди: «Plume» і «Starla»)
- «Tristessa»

## Виконавці
- The Smashing Pumpkins
  - Біллі Корґан — вокал, гітара, продюсування
  - Дарсі Рецкі — бас-гітара, вокал у пісні «Daydream», дизайн обкладинки
  - Джеймс Іха — гітара, вокал
  - Джиммі Чемберлен — ударні
- Бутч Віґ — продюсування, звукорежисура
- Хові Вайнберґ — мастеринг
- Боб Непп — фото
- Майкл Лавін — фото
- Кріс Ваґнер — скрипка і альт у пісні «Daydream»
- Мері Ґейнз — віолончель у пісні «Daydream»